# Albergaria da Serra
Pour les articles homonymes, voir Albergaria.
Albergaria da Serra est une ancienne paroisse civile portugaise (en portugais : freguesia) de la municipalité d'Arouca dans le district d'Aveiro. Son nom fait référence à une auberge fondée par Mathilde de Savoie, reine de Portugal.
La loi no 11-A/2013 du 28 janvier 2013, portant réorganisation administrative du territoire des freguesias, fusionne Albergaria da Serra avec la paroisse voisine de Cabreiros pour former l’União das freguesias de Cabreiros e Albergaria da Serra (dont le siège est à Cabreiros).